# NGC 5687
NGC 5687 је елиптична галаксија у сазвежђу Волар која се налази на NGC листи објеката дубоког неба.
Деклинација објекта је + 54° 28' 36" а ректасцензија 14h 34m 52,2s. Привидна величина (магнитуда) објекта NGC 5687 износи 11,7 а фотографска магнитуда 12,7. Налази се на удаљености од 31,150 милиона парсека од Сунца. NGC 5687 је још познат и под ознакама UGC 9395, MCG 9-24-20, CGCG 273-14, KARA 637, PGC 52116.